# Centre de color

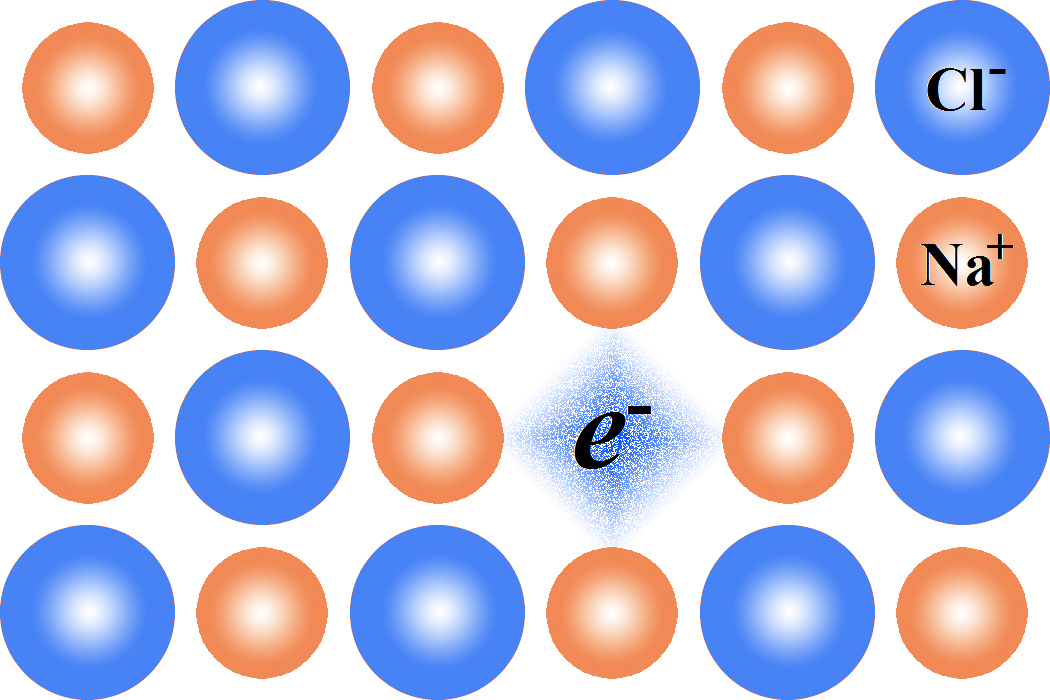
Centre F en un cristall de clorur de sodi (NaCl)

Un centre de color, centre F (de l'alemany Farbenzenter; farbe: color) o electró atrapat és un tipus de defecte cristal·logràfic en el qual un anió vacant en un cristall s'omple amb un o més electrons, depenent de la càrrega dels ions desapareguts en el cristall. Els electrons en aquests llocs vacants o buits tendeixen a absorbir la llum en l'espectre visible de manera que un material que sol ser transparent es torna de color. Aquest és l'origen del nom, centre F, que s'origina a partir de la paraula alemanya Farbzentrum. La traducció d'aquest terme també ens dona el seu sinònim centre de color, que també pot fer referència a aquests defectes. El color es deu a una excitació de l'electró en l'entorn localitzat on es troba, envoltat d'ions, i els seus nivells d'energia similars als d'un electró atrapat en una caixa esfèrica microscòpica.
Els centres F són sovint paramagnètics i, per tant, poden ser estudiats per tècniques de ressonància paramagnètica electrònica. Com més gran sigui el nombre de centres F, més intens és el color del compost.
Els centres F són molt freqüents en cristalls d'halurs com ara el fluorur de calci, sobretot de metalls alcalins. Els centres F poden ser creats fent passar vapors de sodi sobre cristalls de clorur de sodi, NaCl, de manera que els ions clorur, Cl-, es combinen amb els ions de metall produint defectes no estequiomètrics dins de la xarxa. Els electrons alliberats en aquest procés es difonen per ocupar llocs vacants de la xarxa. També la radiació ionitzant pot produir centres F.
Aquests defectes són els responsables dels canvis en l'absorció infraroja, visible i ultraviolada en materials transparents sotmesos a radiacions o tractaments químics.